# Idioma wala
Langalanga, o wala, es una lengua oceánica hablada en Malaita, en las Islas Salomón.